# 劍玄錄
《劍玄錄》又名《奇俠絕情劍》，為古龍所著武俠小說，亦有疑為由他人代筆者。最早的版本為1965年南琪出版。

## 故事概述
芮瑋之父芮問夫為黑堡堡主林三寒暗算而死。芮瑋假意投靠黑堡，意圖復仇不成，反為林三寒手下追殺，為天池府少主簡召舞所救。簡召舞與芮瑋兩人外貌相似，簡召舞要求芮瑋假裝成自己返回天池府。
芮瑋在天池府雖遭到暗算，但得以身免，且因奇遇而武功精進。芮瑋與簡召舞實為同母所生，兩人外貌神似，個性卻不相同。芮瑋善良耿直；而簡召舞則自私奸詐。交換身份期間產生許多誤解，而交織出哀怨悲悽的動人愛情悲劇。

## 主要人物
- 芮瑋
- 高莫靜
- 高莫野
- 白燕
- 林瓊菊
- 簡召舞
- 葉青
- 夏詩
- 呼哈娜
- 劉育芷
- 簡懷萱
- 黎淑荃

## 小說目錄
2.	雨中人

3.	天池府

4.	馴獅女

5.	怪老頭

6.	天池人

7.	絕世傳

8.	無敵劍

9.	熟面具

10.	燕歸去

11.	藝驚敵

12.	將軍女

13.	故人情

14.	患難情

15.	白頭恨

16.	死不救

17.	毒藥丸

18.	寒毒掌

19.	異族人

20.	牢中囚

21.	天龍珠

22.	伊人失

23.	蠻公主

24.	七情魔

25.	兩異叟

26.	失兩劍

27.	斷門刀

28.	傷心劍

29.	僅一叟

30.	大龍劍

31.	誤失貞

32.	紅袍公

33.	藍髯客

34.	活死人

35.	一夕談

36.	藥王爺

37.	失心女

38.	魔心眼

39.	扁鵲書

40.	病美人

41.	魔鬼島

42.	劍門劫

43.	不歸谷

44.	劍老怪

45.	一劍仇

46.	恩怨難

47.	縛龍索

48.	不苟同

49.	飛龍步

50.	海上飄

51.	教不嚴

52.	葫蘆島

53.	玄龜集

54.	海底洞

55.	無名氏

56.	劈山拳

57.	歸途中

58.	鐵網幫

59.	魚腸劍

60.	母之罪

61.	變肘生

62.	哭無淚

63.	雙喜宴

64.	真相白

65.	情何堪

66.	月形門

67.	空有意

68.	恨難補

69.	玉石像

70.	煞手掌

71.	情不斷

72.	慈悲庵

73.	買影人

74.	賣影人

75.	無君子

76.	小黑餅

77.	第三關

78.	金剛堅

79.	借種子

80.	三種針

81.	七葉果

82.	無底淵

83.	有情谷

84.	兒女胎

85.	千丈索

86.	枯木禪

87.	藏神功

88.	太陽出

89.	左手刀

90.	鴻門宴

91.	三長老

92.	假掌門

93.	真幫主

94.	大戰前

## 代筆疑雲
關於本書作者，眾說紛紜，但多數出版社與學者仍列之為古龍作品。後經考證，在最初版的《劍玄錄》第十章末，有一〈更名啟示〉，內容如下：
|  | 《劍玄錄》這書名是我在五年前取的，當時我也曾有寫這本書的構思，且後來因為太忙而未曾動筆，實在是因為太懶，就藉太忙的理由而寬恕了自己，於是過了五年，華源書局的芮發行人居然還未忘記這書名，這構思，而他的賢公子小芮先生，就執筆代我寫了這本書，承蒙他們看得起，還用了我那根本不響亮的名字『古龍』。 小芮先生是聰明而多學的青年，他寫得實在比我好，我不敢掠美，最主要的是，我想『一個文采如此瑰麗，立意如此新奇的作家，本應該有他自己的聲明。』於是我便向芮發行人建議，『何不用他自己的新名字，創他自己的新事業？』於是《劍玄錄》從第十一集起，就卸下我那塊老招牌了，但新招牌呢？又承芮發行人瞧得起，要我為他的公子起個筆名。起個響亮的筆名可不是件容易的事，但盛情難卻，我只有勉力為之，我想了許久，突然想起，『諄諄君子，溫良如玉』這句話，我想就用『溫玉』這兩個字，送給我們博學多才的小芮公子。 |

所以可以確定本書是古龍構思，溫玉代筆，所以不列入古龍作品，或是前十章寫古龍作，之後改溫玉作。另外本書因女角極多，網路上曾將其中十二人合稱「劍玄錄十二金釵」。

## 版本
- 古龍著，《新版古龍全集-劍玄錄》，西安市：太白文藝出版社，2001。
- 《劍玄錄》（套裝上下冊），古龍，珠海出版社，1995-03出版
- 《劍玄錄》（上下，繪圖珍藏本），古龍，珠海出版社，1998-03出版
- 《劍玄錄》（繪圖珍藏本，套裝上下冊），古龍，珠海出版社，2009-11出版
- 古龍著，《劍玄錄》，北京市：九洲圖書出版社，1993-12。
- 古龍，《劍玄錄》，廈門市：鷺江出版社。

## 外部連結
- 古龍武俠網－－《劍玄錄》代筆者探究（页面存档备份，存于）